# Байгамут
Байгаму́т (рос. Байгамут) — селище у складі Благовіщенського району Алтайського краю, Росія. Входить до складу Орлеанської сільської ради.

## Населення
Населення — 110 осіб (2010; 198 у 2002).
Національний склад (станом на 2002 рік):
- казахи — 98 %